# Tom Paris
Tom Paris is een personage uit de sciencefictionserie Star Trek: Voyager. De rol werd gespeeld door Robert Duncan McNeill.
Tom Paris is op de U.S.S. Voyager terechtgekomen als strafvermindering. Hij had zich in het verleden aangesloten bij de rebelse Maquis, maar werd eigenlijk meteen al opgepakt en naar een strafkamp in Nieuw-Zeeland gestuurd. Captain Janeway had een missie om een verdwenen Maquisschip (met daarin een spion; Tuvok) op te sporen. Ze kon, dacht ze, Tom Paris wel goed gebruiken omdat hij bij de Maquis zat en omdat hij dat gedeelte van de ruimte kende. In ruil voor zijn diensten zou hij strafvermindering krijgen.
Toen Voyager in het Delta kwadrant terechtkwam en de bemanning verplicht moest samenwerken met de Maquis stond hij er helemaal alleen voor. De bemanning van Voyager mocht hem niet in verband met zijn verleden, maar de Maquis mocht hem ook niet door het verraad dat hij had gepleegd. Hij had maar één vriend en dat is Harry Kim. Vlak nadat het Maquisschip en de U.S.S. Voyager in het Delta kwadrant terecht waren gekomen, redde hij het leven van Commander Chakotay (die eerst kapitein was op het Maquisschip). Hierdoor stelde hij onbewust zijn verdere leven veilig wat betreft de Maquis.
Tom Paris kreeg de functie van piloot en de rang van luitenant. Daar was hij zeer blij mee, omdat daarvan in eerste instantie absoluut geen sprake was. Hij bewees zijn dapperheid en trouw aan Voyager, waarmee hij uiteindelijk het respect van de rest van de bemanning verdiende. Paris staat bekend als rokkenjager en als onvolwassen.
Paris is een goede holodeckromanschrijver. Dit doet hij voor zijn eigen ontspanning, maar ook die van zijn collega's. Zijn bekendste werken zijn:
- Chez Sandrine (de kroeg in Marseille, Frankrijk)
- Bride of Chaotica (met "Captain Proton", tijd van de zwart-wit-tv geïmiteerd)
- Fair Heaven (het Ierse dorp, dat 24 uur per dag draaide)

Enkele andere, onbekendere werken van hem zijn de scène op Mars en de garage waar hij een 'ouderwetse' auto opknapt.
Een andere functie die Paris aanvankelijk moest gaan vervullen was die van verpleegkundige. Hij had ooit een jaar voor verpleegkundige gestudeerd aan de Starfleet Academie. Dit viel hem erg tegen, dus toen Captain Janeway hem deze functie oplegde was Paris daar niet blij mee. Gelukkig nam Kes de functie wel graag op zich en was Paris weer even verlost van de zorgfunctie. Uiteindelijk, na 3 jaar, verliet Kes echter Voyager en moest Tom Paris alsnog deze functie opvullen. Hij wordt uiteindelijk een van de meest gewaardeerde personen op de U.S.S. Voyager.
Als piloot is hij erg getalenteerd. Menigmaal redt hij het schip als het verloren lijkt. Hij ontwerpt met andere personen een shuttle die warp 10 kan, de Delta Flyer.
In 2375 maakt Paris een zeer grote fout. Dit kost hem zijn rang (hij wordt gedegradeerd) en hij moet 30 dagen lang de cel in, in isolatie. Hij negeerde namelijk directe orders van Captain Janeway en brak de belangrijkste regel van de Verenigde Federatie van Planeten. In deze tijd schrijft hij een brief aan zijn vader om uitleg te geven over zijn actie. Later wordt hij weer gepromoveerd tot luitenant.
Ook al was hij in het begin een echte flirter en rokkenjager, uiteindelijk valt hij voor B'Elanna Torres. In 2374 beginnen de twee een wankele relatie. Ondanks het opvliegende karakter van B'Elanna blijft Tom bij haar. In 2377 trouwen ze, en raakt B'Elanna zwanger. Hun dochter Miral wordt geboren op Voyager op het moment dat het schip door een Transwarp-rad gaat om bij het Alfa kwadrant te komen en om de Borg te ontvluchten.